# ScienceDirect
ScienceDirect è un database online di pubblicazioni scientifiche, gestito dalla casa editrice olandese Elsevier.

## Descrizione
Nato nel 1997 dall'editore nederlandese Elsevier, esso è arrivato a gestire oltre 18 milioni di pubblicazioni da più di 2800 riviste accademiche, di cui 1,4 milioni liberamente accessibili (gli abstract e i metadati sono liberamente consultabili). Per poter accedere a tutto il resto è richiesta l'attivazione di un abbonamento a tutto il portale, solitamente tramite trattativa privata, ovvero alla singola rivista, o di volta in volta ai singoli articoli.
Il portale è diviso in quattro macrocategorie:
- Physical Sciences and Engineering
- Life Sciences
- Health Sciences
- Social Sciences and Humanities.

Fanno parte di ScienceDirect anche Scopus e Cell.

### Statistiche
Secondo SimilarWeb, a metà 2023 il sito web risulta avere più di 80 milioni di visualizzazioni mensili, con un traffico alto proveniente dalla Cina.